# Gerbathodes obscurata
Gerbathodes obscurata là một loài bướm đêm trong họ Noctuidae.